# Pilar Jurado
Pilar Jurado (1968) es una soprano española. También es compositora y directora de orquesta, con actividad en múltiples géneros musicales. Fue presidenta de la SGAE sustituyendo a José Ángel Hevia.

## Biografía
Pilar Jurado nació en Madrid. En 1976, con ocho años, empezó sus estudios en el Real Conservatorio Superior de Música de Madrid, donde cursó piano, canto, composición, musicología, pedagogía musical y dirección de orquesta. Amplió su formación en cursos especializados con maestros como Leonardo Balada, Luis de Pablo, José Evangelista, Claudio Prieto, Javier Darias, Tom Johnson y Franco Donatoni. 
Su debut en 1992 como solista de la ópera Antigua fe, de Luis de Pablo, le proporcionó un gran éxito que la llevó a actuar a los mejores teatros operísticos de Europa, obteniendo su consagración ese mismo año con su representación de la ópera barroca Viento es la dicha de amor, de José de Nebra.
En 1997, actuó en la primera representación que se hizo en el Teatro Real de Madrid, en su reinauguración, con la ópera de Manuel de Falla La vida breve. Su relación con el teatro madrileño se prolonga con varios montajes sucesivos durante numerosas temporadas. En 2000, Pilar Jurado debutó en el Concertgebouw de Ámsterdam y en el Liceo de Barcelona en la ópera DQ, de José Luis Turina, con montaje de La Fura dels Baus. Jurado se hizo hueco en los teatros de toda Europa y Asia.
Como compositora, ha recibido numerosos encargos de distintas instituciones, como la Fundación Juan March o el Centro para la Difusión de la Música Contemporánea, así como el Teatro Real.
El 11 de febrero de 2011 se realizó el estreno de la ópera, encargo del Teatro Real, La página en blanco, siendo así la primera mujer de la historia en ver representada una ópera en el Teatro Real, además de ser la primera mujer en estrenar una ópera en el coliseo madrileño. La ópera, un «thriller operístico» en palabras de la propia compositora de su música, obtuvo una crítica en general favorable.
El 3 de junio de 2011 estrenó con gran éxito en la Clerecía de Salamanca su trabajo musical Vitae mysterium, Cantata al numen que ve lo invisible, siente lo intangible y logra lo imposible, como obra de apertura del 7º Festival Internacional de las Artes de Castilla y León FÀCIL, realizada por encargo del mismo Festival y de la Orquesta Sinfónica de Castilla y León, que estrenó la obra con la colaboración del coro Ars Nova, de Salamanca y la Escolanía de Segovia, actuando como soprano la misma Pilar Jurado y bajo la dirección de Titus Engel.
En 2013 estrenó su segunda ópera Mi diva sin mí, con libreto del dramaturgo y actor Eloy Arenas, en el Teatro de la Zarzuela, dentro del festival Operdehoy.
En 2019 ha sido elegida nueva presidenta de la SGAE tras prosperar la moción de censura contra José Ángel Hevia, anterior presidente. Se convierte así en la segunda mujer que ocupa el cargo, después de que Ana Diosdado la presidiera de 2001 a 2007.
El 15 de abril de 2020 fue destituida como presidenta de la Sociedad General de Autores y Editores (SGAE) al no superar una moción de censura.  Su gestión fue muy controvertida y llegó a ser considerada como "caótica".

## Actividades filantrópicas
El 4 de diciembre de 2013 Pilar Jurado interpretó, junto al cuarteto de cuerda formado por David Mata, Lavinia Moraru, María Cámara y Javier Albaré, un concierto dedicado a la Iniciativa «La música contra el trabajo infantil», del Programa Internacional para la Erradicación del Trabajo Infantil (IPEC) de la OIT. El escenario elegido fue el auditorio Caja de Música del espacio cultural CentroCentro, situado en el Palacio de Cibeles de Madrid. El 19 de junio de 2015, dentro de la misma iniciativa, Pilar Jurado cantó en Bilbao con la Joven Orquesta de Leioa y el Coro de Niños del Conservatorio de la Sociedad Coral de Bilbao, en el Teatro Campos Elíseos en un concierto organizado por la Fundación Novia Salcedo (Proyecto PEGASUS) y la Organización Internacional del Trabajo, con el lema «Tarjeta Roja al Trabajo Infantil».

## Cargos ejecutivos y de representación
- Presidenta de la SGAE

- Directora artística y ejecutiva del proyecto MadWomenFest (2018)[6]
- Consejera de la comisión permanente de la Asociación de Intérpretes y Ejecutantes.
- Pertenece a la de la directiva de la Academia de la Música
- Patrona de la Fundación Institucional Española
- Embajadora de la Organización Internacional del Trabajo
- Embajadora cultural del Foro Iberoamericano de Ciudades
- Ha pertenecido al Consejo Nacional de las Artes Escénicas y de la Música, y al Consejo Artístico de la Música del Ministerio de Cultura.

## Trabajos discográficos
En cuanto a sus discos, Pilar Jurado ha sabido interpretar la música barroca con ritmos electrónicos. También mezcla ópera con ritmos de jazz, bossa nova y canciones procedentes del cine. Ejemplo de estos trabajos de fusión son los discos Brazil (2002), PJ Proyect (2005), Arias de cine y Una voz de cine, estos dos últimos de 2010.
Otro disco donde volvió a interpretar piezas clásicas fue L'arte della coloratura (2008).
Jurado también colaboró para la banda de metal española Mägo de Oz en el disco Ilussia (2014) en las canciones "Pensatorium" e "Ilussia".
En 2014 se introdujo en la lírica española, con un disco de arias de ópera española y zarzuela, El diablo en el poder.
En 2015 versionó la nana «Duerme», del disco Finisterra Opera Rock, del grupo folk metal Mägo de Oz.

## Premios
Pilar Jurado cuenta con diversos premios, entre ellos:
- Premio Gino Bechi en el Concurso Internacional de Canto Francisco Viñas (1986)
- Premio Iberoamericano Reina Sofía (1992)
- Premio Jacinto Guerrero (1993)
- Premio Cristóbal Halffter de Composición para órgano (1993)
- Segundo Premio SGAE de Composición (1994)
- Primer Premio SGAE de Composición(1997)
- Radio Nacional de España le otorgó su Premio Ojo Crítico en 1998 por su triple faceta de cantante, compositora y directora de orquesta.
- Premio de Composición Villa de Madrid (2000)
- Top Woman of the Year 2011 de las Artes de los Glamour Awards
- Premio International Women's Forum (San Francisco, 2012)
- Mejor Voz del Año 2013.
- Premio Antena de Oro (2014)
- Premio Internacional Madrid Woman's Week 2014.[6]
- Premio Puente Iberoamérica otorgado por YPO (2015)
- Premio Especial Clara Campoamor 2015
- Premio de Cultura de la Comunidad de Madrid 2015
- Premio Excelentia a la Cultura 2018